# إميلي والاس
إميلي والاس (بالإنجليزية: Emilee Wallace)‏ هي ممثلة أمريكية، ولدت في 19 سبتمبر 1989 بأوكلاهوما سيتي في الولايات المتحدة.

## أعمال

### مسلسلات
- كولد كيس

## وصلات خارجية
- إميلي والاس على موقع IMDb (الإنجليزية)
- إميلي والاس على موقع ألو سيني (الفرنسية)
- إميلي والاس على موقع قاعدة بيانات الفيلم (الإنجليزية)